# Elaeagnus latifolia
Espèce
Elaeagnus latifolia est une espèce de plante à fleurs de la famille des Elaeagnaceae. Il est communément dénommé bastard oleaster, ou soh-sang. Il est originaire de l'Inde et de l' Asie du Sud Est.

## Description

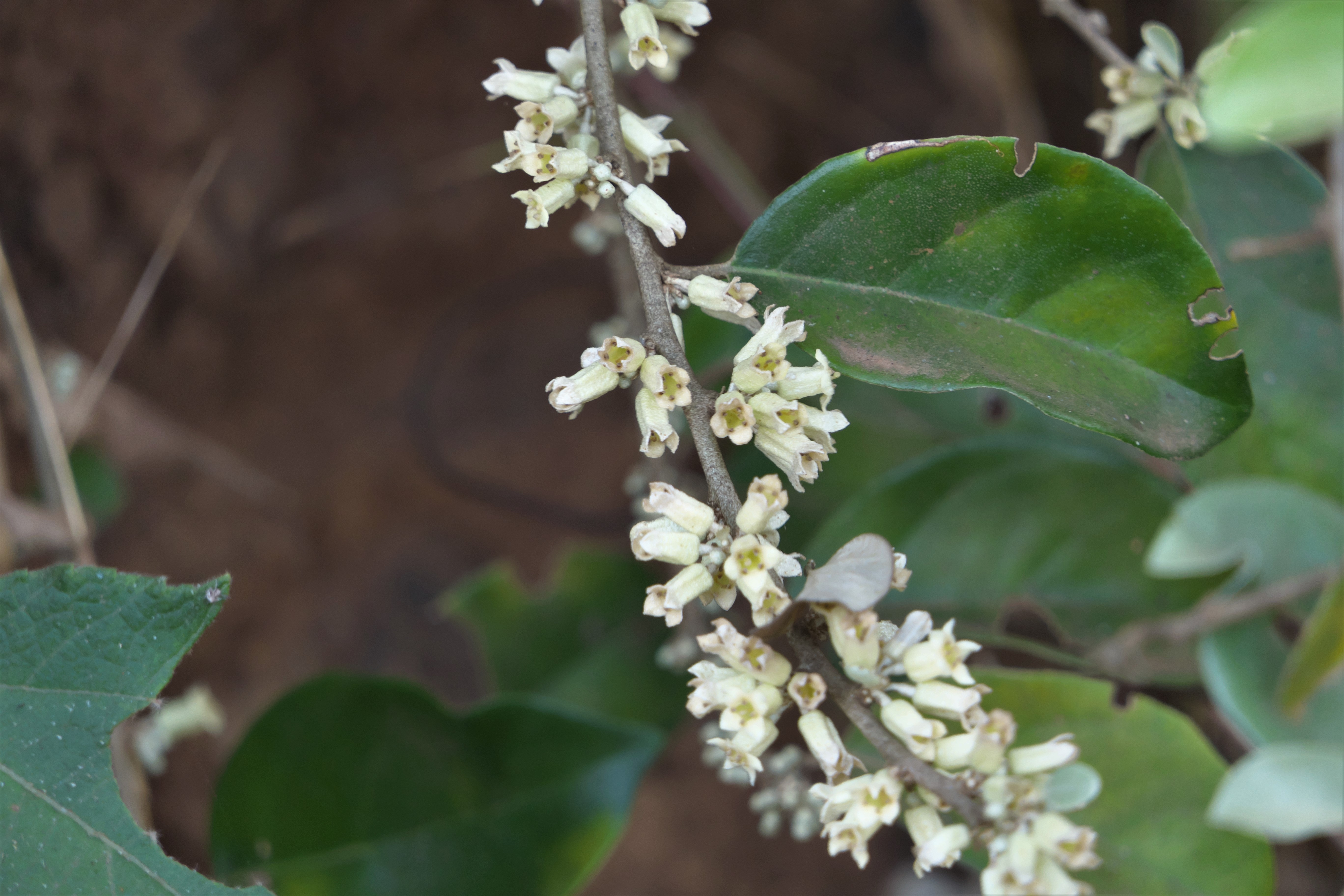
Fleurs

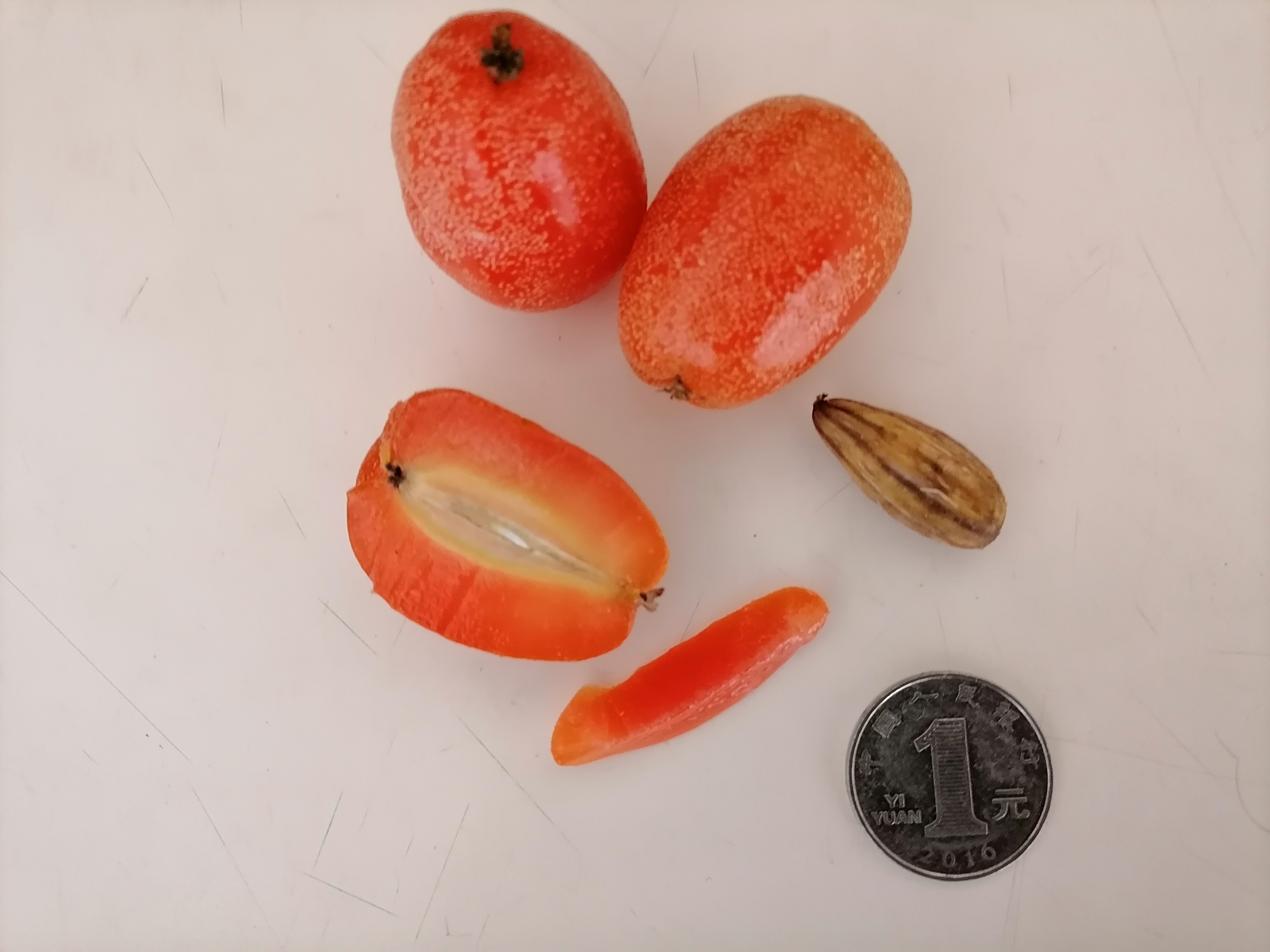
Fruits et graine

Elaeagnus latifolia est un arbuste à feuilles persistantes qui peut atteindre 3 m de haut. Il possède des feuilles composées pennées alternées. La plante produit une baie rose foncé ou rouge vif et mouchetée, de forme oblongue et de la taille d'un raisin. Le fruit mûr est pulpeux et a un goût sucré et légèrement acide.
Le fruit ne reste sur l'arbre que pendant une courte période de 4 à 5 semaines entre septembre et octobre. 

## Habitat
Elaeagnus latifolia est largement répandu du sud-est de l'Asie jusqu'aux pentes de l'Himalaya. On la trouve également dans le nord-est de l'Inde, en Thaïlande et au Vietnam.
Elaeagnus latifolia vit dans des marécages denses à environ 50 m au-dessus du niveau de la mer, dans l'Himalaya, ainsi que dans de vastes ouvertures forestières au Népal. Comme E. latifolia peut se développer aussi bien dans des conditions humides que sèches, il peut tolérer les sécheresses les plus intenses. E. latifolia partage une relation symbiotique avec des bactéries vivant dans le sol qui fixent l'azote. 

## Utilisation
Le fruit est considéré comme « inhabituel » parce qu'il contient plusieurs « bons » acides gras et a été étudié pour une utilisation possible contre le cancer.
Le fruit de l'espèce végétale est utilisé pour la fabrication de chutney, de confiture, de gelée et de boissons rafraîchissantes.

## Cultivation
Il peut être cultivé dans un sol humide, quel que soit le pH, et peut également s'adapter à la culture dans des régions où le sol est sec.
La culture de Elaeagnus latifolia se fait principalement dans des sols bien drainés. E. latifolia préfère les sols moyennement fertiles, ce qui lui permet de réussir dans les sols pauvres et les sols secs. E. latifolia a besoin de pousser dans un endroit bien ensoleillé. En dehors de ses régions d'origine, E. latifolia est également cultivé au Royaume-Uni, mais il est peu probable qu'il réussisse à l'extérieur dans les régions les plus douces du pays. E. latifolia est connu pour être résistant à l'Armillaire couleur de miel, et il peut également pousser dans les vergers, et augmenter alors le rendement des arbres fruitiers.

## Systématique
Le nom correct complet (avec auteur) de ce taxon est Elaeagnus latifolia L..
Ce taxon porte en français les noms vernaculaires ou normalisés suivants : Chalef à feuilles larges, Chalef à larges feuilles, Chalef à feuilles larges, Chalef à larges feuilles.
Elaeagnus latifolia a pour synonymes :
- Elaeagnus elliptica B.Heyne
- Elaeagnus elliptica B.Heyne ex Wall.
- Elaeagnus kologa subsp. ceylanica Servett.
- Elaeagnus kologa subsp. grisebachii Servett.
- Elaeagnus kologa subsp. macrophylla Servett.
- Elaeagnus kologa subsp. wightii Servett.
- Elaeagnus kologa Schltdl.
- Elaeagnus macrophylla Wall.
- Elaeagnus macrophylla Wall. ex DC.
- Elaeagnus punctata Schltdl.
- Elaeagnus rotundifolia Servett.
- Elaeagnus thwaitesii Schltdl.